# Pléiades (satellite)
Pour les articles homonymes, voir Pléiade.
Pléiades est un couple de satellites optiques d'observation de la Terre. Les satellites Pléiades 1A et Pléiades 1B opèrent en véritable constellation sur la même orbite, à 180° l’un de l’autre. Parfaitement identiques, ils fournissent des produits optiques en très haute résolution dans un temps record, avec une capacité de revisite quotidienne. Les produits Pléiades sont distribués par Airbus DS Geo (anciennement Spot Image), filiale d'Airbus Defence and Space.

## Le projet Pléiades
En matière d’observation de la Terre, l’évolution des enjeux civils et militaires européens plaide aujourd’hui en faveur de l’accès à plusieurs niveaux de résolution d’image. Les images obtenues par le système optique  Spot 5 présentent l’avantage de balayer un champ géographique large (60 km), avec une résolution inférieure à 3 m. L'objectif du programme Pléiades quant à lui, est de fournir une nouvelle génération d'images mieux résolues (détection d'objets inférieurs à 1 mètre) sur des superficies plus réduites allant d’une cinquantaine à plusieurs centaines de kilomètres carrés,.
Ainsi, la complémentarité des systèmes SPOT et Pléiades permet aux utilisateurs civils (cartographes, volcanologues, géophysiciens, hydrologues, urbanistes etc.) et militaires d’accéder à une gamme d’images plus riche, et mieux adaptée à la variété de leurs besoins.
D’autre part, au travers d’une coopération franco-italienne, le système optique Pléiades a été  développé sous l’égide du CNES en parallèle du système radar COSMO-SkyMed, sous la responsabilité de l’agence spatiale italienne. Les utilisateurs accèdent ainsi à un choix encore plus riche d’images : optique et radar, haute et moyenne résolution, couverture géographique plus ou moins vaste etc.

## Système Pléiades
- initiateur : CNES (maître d'œuvre de l'ensemble du système Pléiades)
- origine : Programme ORFEO (Optical and Radar Federated Earth Observation) de coopération spatiale franco-italienne, régi par l'accord de Turin
- statut : premier satellite lancé en décembre 2011
- opérateur civil : Airbus DS Geo (anciennement Spot Image)
- participants : Agences spatiales française, suédoise, belge, espagnole et autrichienne, les ministères des défenses française, espagnole et italienne
- objectifs : Couvrir l’ensemble des besoins européens civils et militaires dans la catégorie de la résolution submétrique.
- d’une masse d’une tonne, ils évoluent en orbite héliosynchrone à 694 km d’altitude avec une capacité d’acquisition utile pouvant atteindre 600 images par jour. Ces satellites, construits autour d’un télescope central, sont dotés de capacités de manœuvre exceptionnelles du fait de la position de leur centre de gravité et de l'utilisation d'actionneurs gyroscopiques (CMG).

## Mission
Pour répondre aux besoins de cartographie fine, notamment en zone urbaine et en complément de la photographie aérienne, Pléiades doit offrir de fortes capacités d'acquisition stéréoscopique instantanées et la capacité de couvrir des zones étendues. Pour des applications telles que la sylviculture, la géologie et l'environnement marin, Pléiades doit, de par ses caractéristiques spectrales et ses possibilités de caractérisation tridimensionnelle des surfaces, compléter les informations fournies par d'autres capteurs, tels que ceux de Spot-5, en fournissant des informations mieux résolues spatialement.

## Domaines d’application
Le système Pléiades est conçu pour répondre aux applications de télédétection en Très Haute Résolution (THR), par exemple :
- aménagement : détection et identification d’éléments inférieurs à 1 m2 : véhicules, mobiliers urbains, réseaux de voirie, buisson isolés.
- agriculture : gestion des espaces et de la production agricole, repérage de zones de maladies des cultures
- urbanisme et démographie : localisation de constructions individuelles
- défense : recueil de renseignements dérivés des images et planification tactique
- sécurité civile : prévention, assistance durant les crises et évaluation post-crise notamment en cas de séisme
- hydrologie : topographie et études des pentes des bassins versants
- forêts : déforestation illégales et gestion de la production sylvicole
- mer et littoral : reconnaissance de navires et pollutions
- génie civil : tracés routiers, ferrés et oléoducs.

## Réalisation des satellites
Le contrat final est signé en octobre 2003 pour un montant de 314 M€. Le programme étant civil et militaire, le financement est en partie assuré par le ministère de la Défense qui le finance à hauteur de 165 M€, transféré au CNES via le Budget civil de recherche et de développement. Il s'agit alors de deux satellites de 1 tonne, capables d'une résolution de 70 cm (GSD: Ground Sampling Distance; Distance entre pixels), en mode panchromatique et 2,8 m en mode multibande. Ils fourniront des produits rééchantillonnés à 50 cm (noir et blanc) et 2 m (bandes couleurs).
Ce programme prévoit d'exploiter conjointement les satellites Pléiades (optique) et COSMO-Skymed (radar), dont les quatre satellites ont été lancés entre 2007 et 2010. Chaque pays a droit, pour des utilisateurs civils et militaires, à un accès au système de son partenaire.

### Maîtrise d'œuvre du segment spatial
EADS Astrium Satellites assure la maîtrise d'œuvre dans son usine de Toulouse.
Le satellite, pesant finalement 980 kg, est d'une très grande agilité. Grâce à trois senseurs stellaires de Sodern, un central avec quatre gyromètre à fibre optique (FOG) d'iXblue et Astrium, quatre actionneurs gyroscopiques à contrôle de moment (CMG) et un récepteur Doris du CNES, les images sont localisées à mieux que quelques mètres et la capacité de basculement est de 60° en moins de 25 secondes. Ces actionneurs gyroscopiques sont une première en Europe. Les gyromètre à fibre optique de Pléiades sont également une première en Europe et se trouvent également sur les satellites Aeolus et Coms.
Le programme est mené en coopération avec la Suède (3 %), la Belgique (4 %), l'Espagne (3 %) et l'Autriche (0,4 %).
La Suède fournit le calculateur de bord (Saab Ericsson), l'Autriche apporte la carte d'interface du calculateur, la Belgique fournit la structure du bus (Sonaca) et le boîtier de distribution (Etca) quant à l'Espagne, elle est présente au travers d'EADS Casa, de Thales Alenia Space-Espagne, de Rymsa (antenne bande S) et de Sener (mécanisme d'obturateur). En outre, les batteries Li-lon proviennent de chez ABSL (Royaume-Uni), le magnétomètre et le magnéto-coupleur d'IAI (Israël), etc.
Le satellite a une durée de vie nominale de cinq ans et une puissance à bord de 1,5 kW, fournie par trois panneaux solaires fixes, le satellite basculant rapidement vers le Soleil pour les recharger dès sa sortie d'éclipse, ou avant de rentrer de nouveau en éclipse, pendant une dizaine de minutes. La mémoire embarquée a été portée à 600 Gbits et la retransmission au sol à 450 Mbits/s.

### Instrumentation
C'est Alcatel Space (devenu maintenant Thales Alenia Space) qui réalise les instruments de Pléiades, dans l'établissement de Cannes :
- le premier modèle est livré en juillet 2008 à EADS Astrium pour son intégration sur la plate-forme, l'ensemble devant être livré à Kourou quinze mois plus tard[5].
- l'instrument de Pléiades-1B est livré en novembre 2009 chez Astrium pour un lancement devant intervenir quelques mois après celui de Pléiades-1A[6].

L'instrument, pesant 200 kg, comprend de nombreuses innovations :
- la structure est en carbone-carbone,
- les miroirs de Thales SESO en Zerodur[7],
- le miroir primaire a un diamètre de 0,650 m
- le plan focal de Sodern,
- l'électronique vidéo hautement intégrée, les barrettes CCD d'e2v (Royaume-Uni) comprend cinq barrettes de 6 000 points chacune, soit 30 000 points par ligne. De plus, ces CCD sont du type TDI (Time Delay Integration) amincis.
- la résolution est 0,7 m en mode panchromatique et 2,8 m en mode multibande.
- un dispositif original de refocalisation thermique, avec une précision en température de l'ordre du dixième de degré.

| Mode           |  | Canal | Bande spectrale                |
| -------------- |  | ----- | ------------------------------ |
| Multibande     |  | 0     | 430–550 nm (bleu)              |
|                |  | 1     | 490–610 nm (vert)              |
|                |  | 2     | 600–720 nm (rouge)             |
|                |  | 3     | 750–950 nm (proche infrarouge) |
| Panchromatique |  | P     | 480–830 nm (noir & blanc)      |

## Résultats
Les caractéristiques des produits après traitements sont :
| Échantillonnage des produits | PAN 50 cm (acquisition à 70 cm rééchantillonnée à 50 cm), Combinée: 50 cm PAN (acquisition à 70 cm rééchantillonnée à 50 cm) & 2 m MS |
| Trace au sol                 | 20 km largeur |
|                              | Mosaïque en simple passage jusque 100 km × 100 km                                                                                     |

## Segment sol
Le segment sol comprend :
- le centre de contrôle et de commande réalisé par CS ;
- les centres utilisateurs pour Spot Image, opérateur civil avec une délégation de service public, la défense française, les partenaires institutionnels (IGN, scientifiques, etc.) ;
- les équipements de sécurité assurant la protection des communications avec le satellite ainsi que celle des images que celui-ci fournit sont réalisés par Thales Communications.

Spot Image utilise les stations de Kiruna et de Toulouse, la défense française celle du centre militaire d'observation par satellites (CMOS) situé sur la base aérienne 110 de Creil, l'Italie dispose de la station de Pratica di Mare et l'Espagne a celle de Torrejón de Ardoz près de Madrid (distincte de celle de l'Union européenne).

## Lancements

Évolution de l'altitude moyenne des satellites Pléiades, autour de 698 km.

Pléiades-1A est lancé du Centre spatial guyanais, par un lanceur Soyouz, le 17 décembre 2011.
Pléiades-1B est lancé avec succès depuis le Centre spatial guyanais, par un lanceur Soyouz, 2 décembre 2012 à 02h02 UTC.

## Les successeurs: la constellation Pléiades Néo
La constellation de satellites d'observation de la Terre Pléiades Neo doit prendre la suite des satellites Pléiades. Annoncée en 2016, elle est développée par l'industriel sur fonds propre contrairement à la génération précédente et représente un investissement évalué à 600 millions €. Elle découle d'une étude conceptuelle ARCTOS réalisée par Airbus. Alors que la série des Pléiades fournit des images avec une résolution spatiale de 70 centimètres, celle-ci est abaissée à 30 centimètres pour les nouveaux engins afin d'offrir une prestation équivalente à celle des satellites concurrents WorldView. La constellation, qui comprend 4 satellites, permet une fréquence de visite bi-quotidienne des sites à photographier alors que les Pléiades ne permettait qu'une visite quotidienne,.

## Exportation

### Émirats arabes unis
Le 22 juillet 2013, Les Émirats arabes unis (EAU) signent un contrat de plus de 700 millions d'euros pour deux satellites militaires d'observation Falcon Eye basés sur Pléiades, avec Jean-Loïc Galle, PDG de Thales Alenia Space et François Auque, PDG d'Astrium, en présence de  Jean-Yves Le Drian, ministre de la Défense française.
En juillet 2014, Airbus Space Systems et Thales Alenia Space signent enfin le contrat, ayant réglé les problèmes dus aux clauses, notamment celles portant sur les composants américains (réglementation ITAR).

### Maroc
Le Maroc a signé en 2013 avec Airbus Space Systems et Thales Alenia Space, lors de la visite du président Hollande au Maroc, un contrat portant sur la vente de deux satellites espion de type Pléiades pour la somme de 500 millions d'euros, lancements compris. Le satellite A a été lancé le 8 novembre 2017 tandis que le satellite B fut lancé lors de la mission VV13 menée par ArianeSpace le 20 novembre 2018
.